# Lise Martin (actrice)
Pour les articles homonymes, voir Lise Martin.
Lise Martin est une comédienne québécoise. 
Elle joue le rôle de Rose-Marie Léger dans la série Virginie diffusée à la Société Radio-Canada. Elle est l'épouse du comédien Marcel Leboeuf.

## Biographie
Lise Martin a habité à Longueuil dans son enfance et a fréquenté l'école Gentilly lors de son passage au primaire. Elle est diplômée du Conservatoire d'art dramatique de Montréal, promotion 2001.

## Filmographie
- 2001 : Max Inc. (série télévisée) – Isabelle Bourget
- 2003-2005 : Le Bleu du ciel (série télévisée) – Dulcinée Sanchez
- 2004-2010 : Virginie (série télévisée) – Rose-Marie Léger
- 2009-2010 : Trauma (série télévisée) – Madame Lemieux
- 2013-2014 : Destinées VII (série télévisée) – Édith
- 2014 : 30 Vies (série télévisée) – Évelyne Gauthier
- 2014 : Toute la vérité (série télévisée) – Carole
- 2015 : Ces gars-là (série télévisée) – Isabelle, sœur de Carolane
- 2014-2015 : Lance et compte (série télévisée) – Kim Legendre
- 2016 : Rupture (série télévisée) – Pascale Danais, cliente dans une cause de divorce
- 2017 : Mémoires Vives V (série télévisée) – Dominique
- 2017 : O'VII (série télévisée) – Hélène
- 2019 : District 31 (série télévisée) – Karine Hamel
- 2020 : L'effet secondaire (série télévisée) – Rachel
- 2020 : Alertes (série télévisée) – Rachel Poliquin
- 2020-2021 : Toute la vie II (série télévisée) – Audrey Bertrand